# Список міністрів палива та енергетики України
| Керівники Міністерства палива та енергетики України    |                                    |                    |                |                   |                   |
| №                                                      | Ім'я                               | Портрет            | Рік народження | Призначення       | Звільнення        |
| Міністри енергетики і електрифікації Української РСР   |                                    |                    |                |                   |                   |
| 1                                                      | Макухін Олексій Наумович           |                    | 1928           | 27 листопада 1971 | 11 травня 1982    |
| 2                                                      | Скляров Віталій Федорович          |                    | 1935           | 11 травня 1982    | 13 червня 1990    |
| 2                                                      | Скляров Віталій Федорович          | 26 липня 1990      | 1935           | 18 квітня 1991    |                   |
| 2                                                      | Скляров Віталій Федорович          | 6 червня 1991      | 1935           |                   |                   |
| Міністри енергетики і електрифікації України           |                                    |                    |                |                   |                   |
| 1                                                      | Скляров Віталій Федорович          |                    | 1935           |                   | 1 жовтня 1992     |
| 1                                                      | Скляров Віталій Федорович          | 27 жовтня 1992     | 1935           | 3 січня 1993      |                   |
| 2                                                      | Гриценко Анатолій Васильович       |                    |                | 3 січня 1993      | 17 серпня 1993    |
| 3                                                      | Семенюк Вілен Миронович            |                    | 1936           | 17 серпня 1993    | 21 вересня 1993   |
| 3                                                      | Семенюк Вілен Миронович            | 29 вересня 1993    | 1936           | 3 липня 1995      |                   |
| 4                                                      | Шеберстов Олексій Миколайович      |                    | 1944           | 3 липня 1995      | 13 червня 1996    |
| 5                                                      | Бочкарьов Юрій Георгійович         |                    | 1938           | 1 липня 1996      | 5 липня 1996      |
| 5                                                      | Бочкарьов Юрій Георгійович         | 12 липня 1996      | 1938           | 6 травня 1997     |                   |
| Міністри енергетики України                            |                                    |                    |                |                   |                   |
| 1                                                      | Бочкарьов Юрій Георгійович         |                    | 1938           | 6 травня 1997     | 25 липня 1997     |
| 2                                                      | Шеберстов Олексій Миколайович      |                    | 1944           | 25 липня 1997     | 10 лютого 1999    |
| 3                                                      | Плачков Іван Васильович            |                    | 1957           | 23 лютого 1999    | 31 грудня 1999    |
| 4                                                      | Герман Галущенко Валерійович       |                    | 1973           | 29 квітня 2021    |                   |
| Міністри палива та енергетики України                  |                                    |                    |                |                   |                   |
| 1                                                      | Тулуб Сергій Борисович             |                    | 1953           | 30 грудня 1999    | 26 червня 2000    |
| 2                                                      | Єрмілов Сергій Федорович           |                    | 1958           | 13 липня 2000     | 6 березня 2001    |
| 3                                                      | Сташевський Станіслав Телісфорович |                    | 1943           | 6 березня 2001    | 29 травня 2001    |
| 3                                                      | Сташевський Станіслав Телісфорович | 5 червня 2001      | 1943           | 19 листопада 2001 |                   |
| 4                                                      | Гайдук Віталій Анатолійович        |                    | 1957           | 22 листопада 2001 | 26 листопада 2002 |
| 5                                                      | Єрмілов Сергій Федорович           |                    | 1958           | 30 листопада 2002 | 5 березня 2004    |
| 6                                                      | Тулуб Сергій Борисович             |                    | 1953           | 13 квітня 2004    | 3 лютого 2005     |
| 7                                                      | Плачков Іван Васильович            |                    | 1957           | 4 лютого 2005     | 27 вересня 2005   |
| 7                                                      | Плачков Іван Васильович            | 27 вересня 2005    | 1957           | 19 січня 2006     |                   |
| 8                                                      | Бойко Юрій Анатолійович            |                    | 1958           | 4 серпня 2006     | 18 грудня 2007    |
| 9                                                      | Продан Юрій Васильович             | Юрій Продан        | 1959           | 18 грудня 2007    | 11 березня 2010   |
| 10                                                     | Бойко Юрій Анатолійович            |                    | 1958           | 11 березня 2010   | 9 грудня 2010     |
| Міністри енергетики та вугільної промисловості України |                                    |                    |                |                   |                   |
| 1                                                      | Бойко Юрій Анатолійович            |                    | 1958           | 9 грудня 2010     | 24 грудня 2012    |
| 2                                                      | Ставицький Едуард Анатолійович     | Едуард Ставицький  | 1972           | 24 грудня 2012    | 27 лютого 2014    |
| 3                                                      | Продан Юрій Васильович             | Юрій Продан        | 1959           | 27 лютого 2014    | 2 грудня 2014     |
| 4                                                      | Демчишин Володимир Васильович      | Володимир Демчишин | 1974           | 2 грудня 2014     | 14 квітня 2016    |
| 5                                                      | Насалик Ігор Степанович            | Ігор Насалик       | 1962           | 14 квітня 2016    | 29 серпня 2019    |
| Міністри енергетики та захисту довкілля України        |                                    |                    |                |                   |                   |
| 1                                                      | Оржель Олексій Анатолійович        |                    | 1984           | 29 серпня 2019    | 4 березня 2020    |